# Asterisk at home

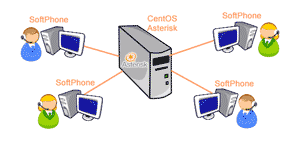

AAH (Asterisk At Home o Asterisk en casa) también denominado Asterisk@Home es una distribución de Linux con el popular Asterisk PBX precompilado, este último es un software libre, de código abierto, y sirve para implantar centrales telefónicas (PBX) basadas en IP, usualmente para pequeñas organizaciones. Es instalado desde una imagen ISO que contiene el sistema operativo CentOS Linux, una versión completa del software Asterisk PBX y algunas herramientas de administración Web.
Se caracteriza por que corre en una gran variedad de hardware, permite el acceso completo a los archivos de configuración y, además de la interfaz de administración Web, posee una interfaz de línea de comandos.
A partir de 2006, fue renombrada como Trixbox CE.

## Instalación
Primeramente se necesita la imagen ISO y seguidamente grabarla o quemarla a un CD convencional. Antes de continuar hay que tener presente que una vez iniciado el sistema desde el CD, la instalación borrará sin avisar toda la información del disco duro, así, es mejor tener una computadora para uso exclusivo de Asterisk PBX.
Entonces, cuando el sistema haya iniciado desde el CD, la instalación y configuración se realizan automáticamente, así, no es necesaria la intervención del usuario, tan sólo para extraer el CD cuando se reinicie el sistema. Luego de reiniciado el sistema aun hay que esperar a que se terminen de compilar las aplicaciones.
Seguidamente, después de una hora de instalación y otro reinicio del sistema, se muestra la pantalla de bienvenida con el login correspondiente. El usuario y la contraseña por defectos son "root" y "password" respectivamente. Finalmente hay que configurar la IP, la puerta de enlace, la máscara de subred y el o los DNS para la interfaz de red, y reiniciar nuevamente para que los cambios se efectúen. Entonces otra vez se muestra la pantalla de bienvenida con la dirección IP a la que tenemos que acceder vía Web para la administración.

## Administración
Para la administración se utilizan las herramientas Web del servidor (la computadora donde se instala AAH). Al ingresar, mediante un navegador web, a la dirección IP del servidor, se pide la autenticación, en este caso, el usuario y contraseña por defecto son "maint" y "password" respectivamente, hecho esto se puede acceder a las siguientes herramientas de administración:
- VoiceMail.
- CMR.
- Flash Operador Panel.
- Web MeetMe Control.
- Asterisk Management Portal (AMP).

Se pueden agregar cuentas de usuario mediante el AMP y editar los archivos de configuración "sip.conf" y "extensions.conf", por ejemplo, si el servidor está detrás de un router.
Para probar el funcionamiento de Asterisk, se puede hacer con los softphone ejecutando en otras computadoras conectadas a la red, para las cuales se les asigna una cuenta.
Algunos softphone son los que siguen:
- X-lite.
- Diax.
- Kiax.
- Ekiga.

## Alcance
AAH posee extensiones con las cuales se puede realizar diversas funciones básicas como las que siguen:
- Ring group o grupo de timbrado, permite llamar al mismo tiempo a todos los teléfonos de un grupo, también pueden consistir en números telefónicos externos como celulares.
- Queue o cola, es un almacén de llamadas entrantes, así las personas que llaman pueden esperar la respuesta de alguien en vez de obtener una señal de ocupado o ser forzadas a dejar un mensaje. Esta extensión también puede decir a la persona que llama su lugar en la cola y el tiempo estimado de espera.
- Trunk o tronco, es un circuito que define una configuración de conexión de entrada o salida.
- OutBound rules o reglas de salida, definen las rutas que tomará una llamada saliente.
- DiD o direct in dial, son reglas que definen a donde ira una llamada de un determinado número telefónico.
- Auto attendant, es un sistema para llamadas entrantes con repuestas de voz interactivas.
- Incoming calls, junta todas las configuraciones entrantes, fija donde van las llamadas entrantes.

También se pueden realizar configuraciones avanzadas como las que siguen:
- NAT, se configura cuando el servidor funciona detrás de un router, así se debe fijar la red local y la IP externa.
- Tiempo y red, aquí se utiliza "netconfig" para configurar la IP en el servidor y "timeconfig" para fijar la hora y fecha actuales.
- Actualización de centOS, para mantener actualizado el sistema operativo sobre el que corre Asterisk.
- Web meetMe, es un cuarto de conferencias para el uso de todos los usuarios.
- Actualización de Asterisk, AAH incluye un script para actualizar Asterisk.
- Extensiones remotas, para poder aceptar un usuario remoto teniendo en cuenta el funcionamiento de NAT con los protocolos utilizados por Asterisk (IAX y SIP).

A esto hay que sumarle herramientas como CRM y el Flash Operator Panel, este último permite ver el estado de todas las conexiones y habilitar las funciones básicas de operador.

## Soporte
El manual AAH está disponible y además existen muchas comunidades de Internet interesadas.